# Oldendorp
Oldendorp is een klein dorp in het Duitse deel van het Reiderland. Bestuurlijk valt het onder de gemeente Jemgum in de Landkreis Leer.
Oldendorp ligt op een oude oeverwal van de Eems. De oudste bewoning op die wal dateert uit de vroege middeleeuwen, waarschijnlijk stamt het dorp ook al uit die tijd. Bij het dorp is een grafveld uit die periode gevonden. De dorpskerk stamt uit de dertiende of veertiende eeuw.